# アメリカ合衆国探検遠征隊
アメリカ合衆国探検遠征隊（アメリカがっしゅうこくたんけんえんせいたい、英: United States Exploring Expedition）は、1838年から1842年にアメリカ合衆国が敢行した太平洋とその周辺の陸地を探検し測量した遠征隊である。当初隊長に指名されたのはトマス・アップ・ケイツビー・ジョーンズ海軍代将だった。この航海は1836年にアメリカ合衆国議会によって承認された。二人目に隊長に指名されたアメリカ海軍大尉チャールズ・ウィルクスに因み、ウィルクス探検隊と呼ばれることがある。この遠征はアメリカ合衆国の科学、とくにまだ若い分野だった海洋学にとって、非常に重要な成果を生んだ。太平洋のこのような遠征隊に慣れていなかった島人との間に紛争が生じ、数十名の原住民と共に数人のアメリカ人も殺されることになった。

## 遠征の準備

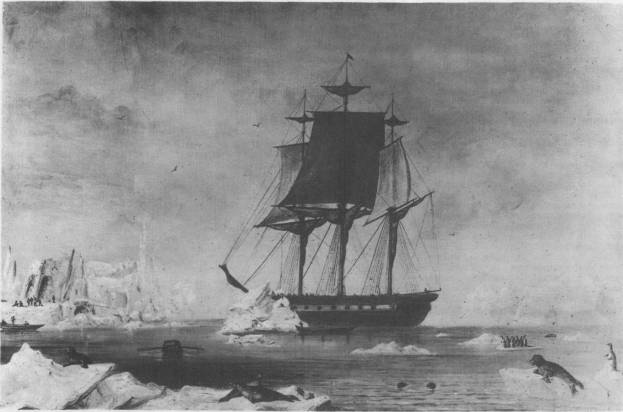
南極大陸のディスアポイントメント湾で、USSビンセンズ、1840年初期

1828年5月、アメリカ合衆国議会はジョン・クインシー・アダムズ大統領に催促された後で、この国が大きな利益を得られるという諒解の元に、世界周航の遠征隊を派遣することを票決した。これは特に太平洋で、交易を促進し、投資額の大きい捕鯨やアザラシ猟に保護を与えることが目指された。議会は民間船を使うべきであることにも合意した。当時政府が所有し、そのような世界周航の旅に使える船は海軍のものだった。このために議会は事実上海軍の遠征を承認していた。1813年に建艦されたスループ・オブ・ウォーの老朽船USSピーコックが1827年に退役させられて壊され、1828年に新たにUSSピーコックとして建艦され、探検のための船と考えられた。予見できていなかった障害が多く、予算を承認する法が通過したのは1836年5月18日のことだった。財政的な重しは取れても、更に2年間は隊編成や指揮系統の修正があり、1838年8月9日になって、ノーフォークからハンプトン・ローズまで6隻の奇妙な取り合わせ船隊が動き出した。8月17日、補給船のシーガルとフライングフィッシュが加わった後で、ウィルクス大尉が最終命令を出し、8月18日午後3時、船隊は碇を上げた。微風だったので、ヘンリー岬灯台を通過した8月19日9時まで水先案内人を降ろさなかった。11時までにこの小さな艦隊は公海上に出ていた。
当初この遠征隊はジョーンズ海軍代将の下に編成されていたが、その後ジョーンズがその任務を辞した。さらに上級士官数人が辞任するか、あるいは遠征指揮を受けたくない意志を示していた。最終的に隊長はウィルクス大尉となった。課された3つの任務が、戦闘艦でのみ訓練を積んできた士官を怯ませることになった。探検に加えて、新しく発見した場所や既に発見されていた地域を測量することが任務になっていたが、それらについて十分な知識は無かった。さらに全てが文民の科学者部隊がおり、指揮官の責任に付け加えられた。当時測量の経験があるアメリカ海軍の士官は少なく、科学者と共に仕事をした者はいなかった。測量士の大半が雇用され、その業務を習ったアメリカ合衆国沿岸測量部は文民組織だった。実際に測量の訓練を受けていたウィルクスは科学者の過剰な数を9人にまで下げさせた。ただし、自分と他の海軍士官のために測量と地図製作を結びつける作業すべてなど、科学的な任務を引き受けていた。
科学者部隊には、博物学者、植物学者、鉱物学者、剥製師、文献学者が含まれた。船舶はスループ・オブ・ウォーのUSSビンセンズ（1828年建造、780トン）、同じくスループ・オブ・ウォーのUSSピーコック（1828年建造、650トン）、ブリッグのUSSパーポイズ（1836年建造、230トン）、全艤装シップのUSSレリーフ（物資運搬船）、補給線として機能するスクーナーのUSSシーガル（1838年建造、110トン）とUSSフライングフィッシュ（1838年建造、96トン）という陣容だった。
これと同時に、東インド戦隊の旗艦USSコロンビアに乗艦するジョージ・C・リード代将が、フリゲート艦USSジョン・アダムズと共に世界周航の過程にあり、回り道にはならない第二次スマトラ懲罰遠征のために泊まっていた。

## 遠征ルート
1838年8月19日土曜日9時にヘンリー岬灯台を通過した後、ウィルクスは一路リオデジャネイロを目指させた。ある危険箇所と報告されていた南緯10度、西経18度から22度の間の浅瀬を調査する命令を受けていた。この季節に特有の風を受けて、船隊は大西洋の東よりのコースを進んだ。
1838年9月16日、マデイラ諸島のフンシャル港に到着した。幾らかの修繕を済ませた後、南に進路を取り、10月7日にはヴェルデ岬諸島（カーボベルデ）のポルトプラヤ湾に到着し、リオデジャネイロに着いたのは11月23日だった。アメリカからブラジルまで95日掛かっており、これは直行した場合の約2倍だった。ピーコックの修繕が必要だったので、リオデジャネイロを出港したのは1839年1月6日になっていた。そこからは南のブエノスアイレスとリオネグロの河口を過ぎ、フランス海軍がアルゼンチンの海港を封鎖している側を過ぎた。当時のヨーロッパ列強はブラジルの助けを得て、アルゼンチン共和国の内政に干渉していた。しかし、この船隊がアメリカを出発する前に軍事能力を削っていたので、フランス艦船から困らせられることも無かった。
その後はチリのティエラ・デル・フエゴとペルーを訪問した。1839年5月に南アメリカ海岸で起きた暴風により、15人の乗ったUSSシーガルが行方不明になった。南アメリカからはトゥアモトゥ諸島、サモアとオーストラリアのニューサウスウェールズを訪れた。1839年12月、シドニーから南極海に入り、バレニー諸島の西にある南極大陸を発見した。この大陸の一部は後にウィルクスランドと命名された。ウィルクス遠征隊の各船の記述違いと、それらが後に改変された可能性もあり、ウィルクス遠征隊とフランス遠征隊の間でどちらが先に南極大陸を視認したかについて議論がある。ウィルクス遠征隊は1月16日に海岸から175 kmにある「氷の島」を見て、海岸自体には1月25日に行っており、ジュール・デュモン・デュルヴィルのフランス遠征隊は、1月20日に海岸を約400 km西方に見て、1月22日には本土から4 kmのジョルジー群島の小島に上陸し、鉱物、藻、動物の標本を採集していた。この議論には、USSパーポイズ艦長のキャドワラダー・リングゴールド大尉がデュルヴィルのアストロラブを視認した後で、慎重に接触を避けたというおまけがついた。
1840年2月、隊員の数人がニュージーランドで初のワイタンギ条約に調印する現場に居合わせた。
アストロラブを視認した後の遠征隊はフィジーを訪れた。1840年7月、隊員のアンダーウッド大尉とウィルクスの甥であるウィルクス・ヘンリー士官候補生の2人が、フィジー西部のマロロ島で食物を交換している間に殺された。この事件の原因は曖昧なままである。彼等の死の直前に、アメリカ人に人質に取られていた地元酋長の息子が、船から飛び出し、浅い水中を岸まで走って逃亡した。アメリカ人はその頭の上に発砲した。船上にいた隊員に拠れば、その逃亡はフィジー人が攻撃を開始する合図になるよう仕組まれていた。岸にいた隊員に拠れば、銃弾は実際に地上での攻撃を突発させた。アメリカ人は60人の水兵が上陸して、敵対する原住民を攻撃した。このアメリカ人による報復の結果として80人近いフィジー人が殺され、2つの村が灰燼に帰した。

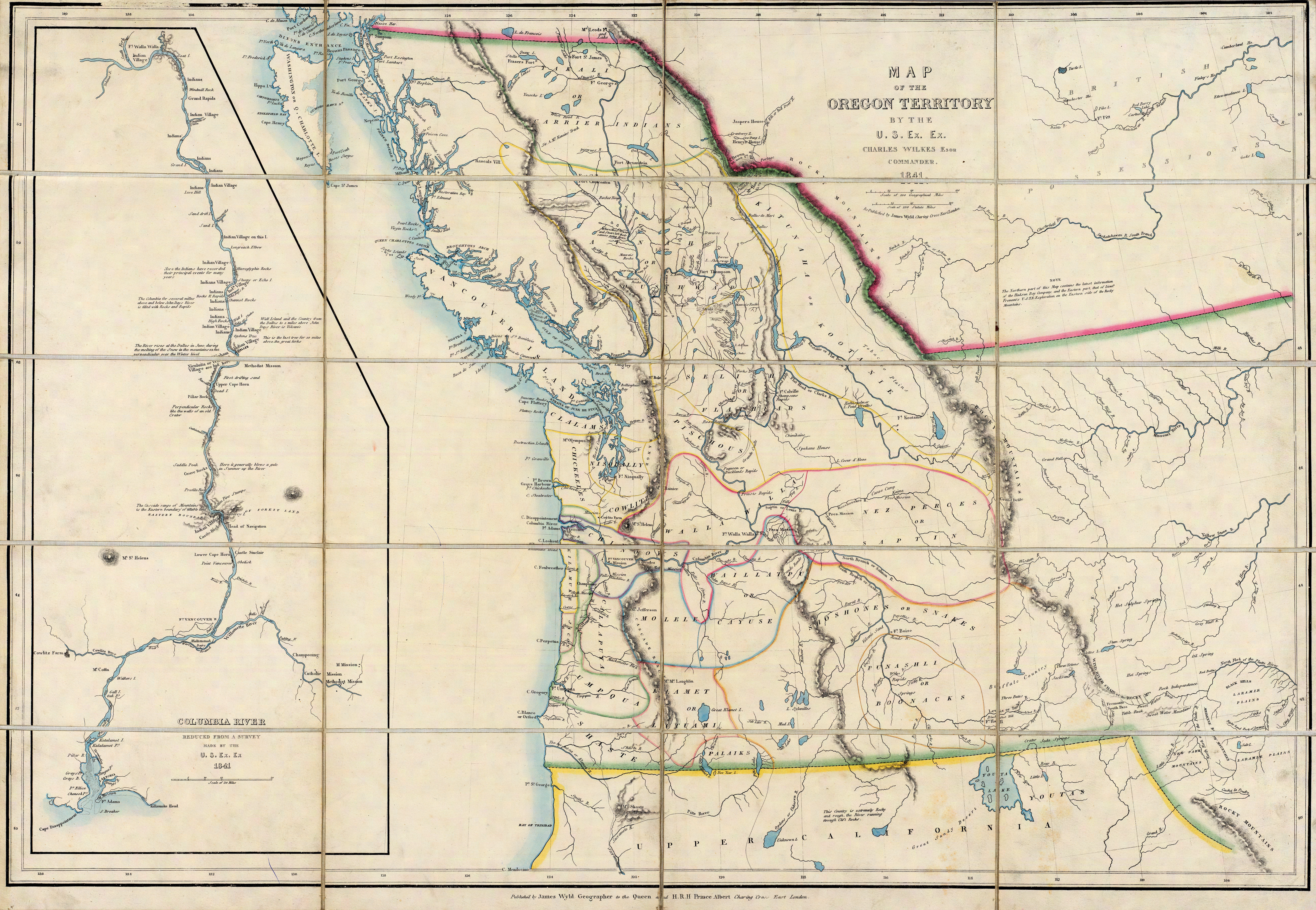
太平洋岸北西部、オレゴン準州を示す1841年の地図、
「アメリカ合衆国探検遠征隊の叙述」フィラデルフィア、1845年

1841年、遠征隊は南アメリカと北アメリカの西海岸を探検した。その中にはファンデフカ海峡、ピュージェット湾、コロンビア川が含まれていた。
遠征隊はフィジーに寄った後、将来オロナ島と呼ばれることになる島に行き、その島をハル島と命名した。ウィルクスは、先人であるイギリスの探検家ジョージ・バンクーバーと同様に、現在のワシントン州ベインブリッジ島でかなりの時間を過ごした。ウィンスローで鳥のような形をした港を見て、イーグル港と名付けた。鳥に魅せられ、ビルポイント、ウィングポイントも名付けた。ポートマディソン、ポインツモンロー、ジェファーソンは元大統領に因む命名だった。ポートルドローは米英戦争で命を落としたオーガスタス・ルドローに因んで名付けた。
1842年4月、ウィリアム・K・ハドソン大尉が指揮するUSSピーコックとUSSフライングフィッシュがドラモンズ島を測量し、隊員の名前が付けられた。ハドソン大尉は乗組員の1人から、1隻の船が島で難波し、その乗組員がギルバート島民に虐殺された話を聞いた。1人の女性とその子供が唯一の生存者であると言われたので、ハドソンはウィリアム・M・ウォーカーの指揮で海兵と水兵の小部隊を島に上陸させ、調査させることにした。当初原住民は友好的であり、アメリカ人は島を探検できたが、何も得られなかった。ハドソンが乗組員の1人が行方不明になっていることに気付いたのは、この部隊が船に戻ってきている時だった。再度調査をすると、不明の者は見つからず、原住民は武器を取り始めた。ウォーカー大尉は部隊と共に船に戻って、ハドソンと協議した。ハドソンはウォーカーに岸に戻り水兵の返還を要求するよう命令した。ウォーカーは上陸部隊と共にボートに乗って岸に向かった。ウォーカーが大声でその要求を原住民に伝えると、原住民が突撃を始めたので、船に戻るしかなかった。翌日、アメリカ人は敵対する原住民と土地を再度砲撃することを決めた。砲撃している間に700人ほどのギルバート島戦士がアメリカの攻撃に対抗したが、長い戦闘の後に敗北した。アメリカ人の負傷者は居なかったが、原住民12人が殺され、他に負傷した者もいた。さらに1つの村も破壊された。2か月前の2月には同じような出来事が起こっていた。アメリカ商船の水兵がサモアのウポル島で殺された後、USSピーコックとUSSフライングフィッシュがこの島を砲撃した。
USSピーコックは1841年7月にコロンビア川で失われた。人命は失われなかった。これにはビンセンズのパーサーのアフリカ系アメリカ人従僕であるジョン・ディーンとチヌーク族インディアンの集団がカヌーで救援に当たったことが幸いした。ディーンは遠征隊の画家であるアルフレッド・アゲイトとその絵や画材も救出した。ウィルクスはピーコックがコロンビア川砂州で座礁したことを聞き、サンフアン諸島での仕事を中断して南に向かった。ピュージェット湾に戻ってくることは無かった。
現在のオレゴン州ポートランド地域からは、ジョージ・F・エモンズが隊長となった陸上部隊が内陸を通ってサンフランシスコ湾に向かった。エモンズ隊はサクラメント川などシスキュー・トレイルを南に向かい、北カリフォルニアではシャスタ山を訪れたアメリカ人最初の公式記録となり、科学的知見も残した。
エモンズ隊は船に戻り、サンフランシスコ湾を南に向かった。船隊はサンフランシスコとその支流を調査し、後に「アッパー・カリフォルニア」の地図を制作した。その後は太平洋に戻り、1841年にはウェーク島を訪れ、フィリピン、スールー諸島、ボルネオ島、シンガポール、ポリネシアと喜望峰を回り、1842年6月10日にニューヨーク港に帰還した。

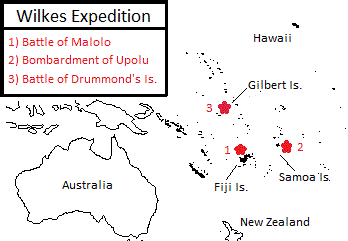
ウィルクス遠征隊の間に太平洋諸島民とアメリカ人の間に戦闘が起こった場所を示す地図

この遠征はウィルクスとその部下の士官達の間で常に難しい関係があった。ウィルクス自身は大佐と代将の位にあることを宣言し、それに合わせた旗をなびかせ、大佐の征服を着用していたが、実際には大尉に任官されているに過ぎず、同様な地位にある仲間の隊員をひどくいらいらさせた。部下の多くを酷使し、艦隊中のむち打ちなど懲罰にふけったこともあり、アメリカに戻ったときに大きな議論になった。ウィルクスは戻ったときに軍法会議に掛けられたが、その船隊で隊員を不法に罰したこと以外は無罪放免となった。

## 出版計画
ウィルクスは沿岸測量部に短期間付けられたが、1844年から1861年は主に遠征の報告書執筆に携わった。28巻の報告書が計画されたが、19冊が発行されただけだった。そのなかで、ウィルクスは1845年の「叙述」、1851年の「水路測量学」と「気象学」を執筆した。「叙述」はあまり知られていなかった多くの場所のしきたりや慣習、政治や経済の状態など、興味ある内容になっている。その他貴重な報告として、ジェイムズ・ドワイト・デーナの1846年の「植虫類」、1849年の「地質学」、1852年から1854年の「甲殻綱」の3巻がある。ウィルクスは短い記事や報告に加えて、1849年の「西アメリカ、カリフォルニアとオレゴンを含む」と、1856年の「風の理論」という科学的作品を出版した。スミソニアン博物館は叙述の5巻とそれに伴う科学的な巻をデジタル化してきた。

## 遠征の意義

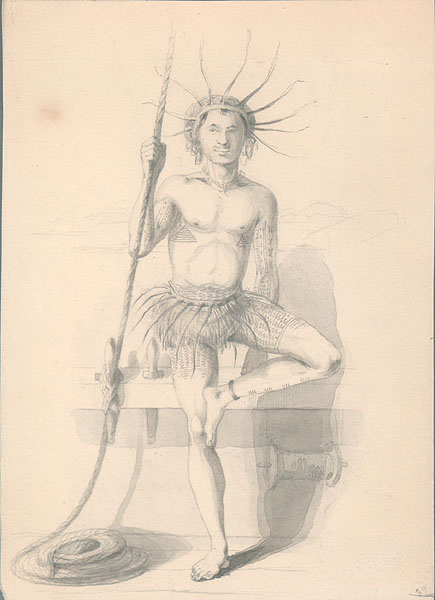
伝統的な衣装を纏ったツバルの男、アルフレッド・アゲイト画、1841年

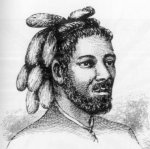
ヌクフェタウ環礁エリス島（現在のツバル）の男、アルフレッド・アゲイト画、1841年

ウィルクス遠征隊は19世紀の科学の発展、特にアメリカの科学の成長に大きな役割を果たした。この遠征で見つかった種や項目の多くが新しいスミソニアン博物館収集品の基礎を形成した。
海軍の乗組員から嘲笑的に「ザリガニ掘り」や「虫収集家」と呼ばれた科学者達の援助で、大半は太平洋の280の島が探検され、オレゴン州の800マイル (1,280 m) 以上が地図になった。6万種の植物と鳥の標本が集められたことも同じくらい重要である。648種の種など、膨大な量のデータと標本が遠征中に集められ、国中に送られ、植えられた。乾燥した標本はスミソニアン博物館の一部になっているナショナル・ハーバリウム（標本室）に送られた。旅の帰り道で採集された生きている植物254種もあり、1850年に新しく建設された温室に植えられ、それが後にアメリカ合衆国植物園になった。
版画師でイラストレーターであるアルフレッド・トマス・アゲイトは、エリス島（現在のツバル）原住民の衣装や入れ墨など伝統的な文化の記録を残した 。
遠征で集めた人工物の収集品もスミソニアン博物館の前身である国立科学推進研究所に送られた。これらはアメリカ史の人工物と共にスミソニアン博物館収集品の最初の人工物に加えられた。

## 大衆文化の中で
ジョーン・ドルエットの小説『ウィキ・コフィン』シリーズは遠征隊に同道した架空の7番目の船を舞台にしている。

## 船舶
- スループ・オブ・ウォーUSSビンセンズ（1828年建造、780トン、大砲18門搭載）、旗艦
- スループ・オブ・ウォーUSSピーコック（1828年建造、650トン、大砲22門搭載）
- 全艤装シップUSSレリーフ（1836年建造、468トン、大砲7門搭載）
- ブリッグUSSパーポイズ（1836年建造、230トン、大砲10門搭載）
- スクーナーUSSシーガル（1838年建造、110トン、大砲2門搭載）
- スクーナーUSSフライングフィッシュ（1838年建造、96トン、大砲2門搭載）

## 遠征隊員

### 海軍士官
- ジェイムズ・アルデン
- トマス・A・バッド、地図製作
- オバートン・カー
- ジョージ・M・コルボコレシーズ（1816年-1872年）、士官候補生
- トマス・T・クレイブン
- サミュエル・ディンズマン、海兵
- ヘンリー・エルド（1814年-1850年）、士官候補生
- ジョージ・エリオット、船のボーイ
- ジャレド・エリオット、船の牧師
- サミュエル・エリオット、士官候補生、USSパーポイズ
- ジョージ・フォスター・エモンズ（1811年-1884年）、大尉、USSピーコック
- トマス・フォード、水兵
- ジョン・L・フォックス博士、船医、USSビンセンズ
- チャールズ・ギロー、船医、USSピーコック[9]
- ジョージ・ハマースリー、士官候補生
- ジェイムズ・ヘンダーソン、 補給係将校、USSビンセンズ
- サイラス・ホームズ、USSピーコック
- ウィリアム・L・ハドソン、艦長、USSピーコック
- ロバート・E・ジョンソン、大尉
- サミュエル・R・ノックス、艦長、USSフライングフィッシュ
- A・K・ロング、艦長、USSレリーフ
- ウィリアム・ルイス・モーリー（1813年-1878年）
- ジェイムズ・H・ノース、船長代行、USSビンセンズ
- ジェイムズ・W・E・リード、艦長、USSシーガル
- ウィリアム・レイノルズ（1815年-1879年）
- キャドワラダー・リングゴールド（1802年-1867年）、艦長、USSパーポイズ
- R・B・ロビンソン、パーサーの事務官、USSビンセンズ
- ジョージ・ロジャーズ、海兵
- ジョージ・T・シンクレア、航海士、USSパーポイズ
- ウィリアム・スパイデン（1797年-1861年）、海軍パーサー、USSピーコック、スピーデン島の名前の元
- シメオン・スターンズ、海兵軍曹
- ジョージ・M・トッテン、士官候補生、地図制作者
- リチャード・ラッセル・ウォルドロン、パーサー、USSビンセンズ[10]、特殊任務者[11]
- トマス・ウェストブルック・ウォルドロン、艦長の事務官[12]、USSパーポイズ[10][11]
- ヘンリー・ウォルサム、水兵
- チャールズ・ウィルクス（1798年－1877年）、隊長
- J・D・ウィン、航海士

### 版画師、イラストレータ

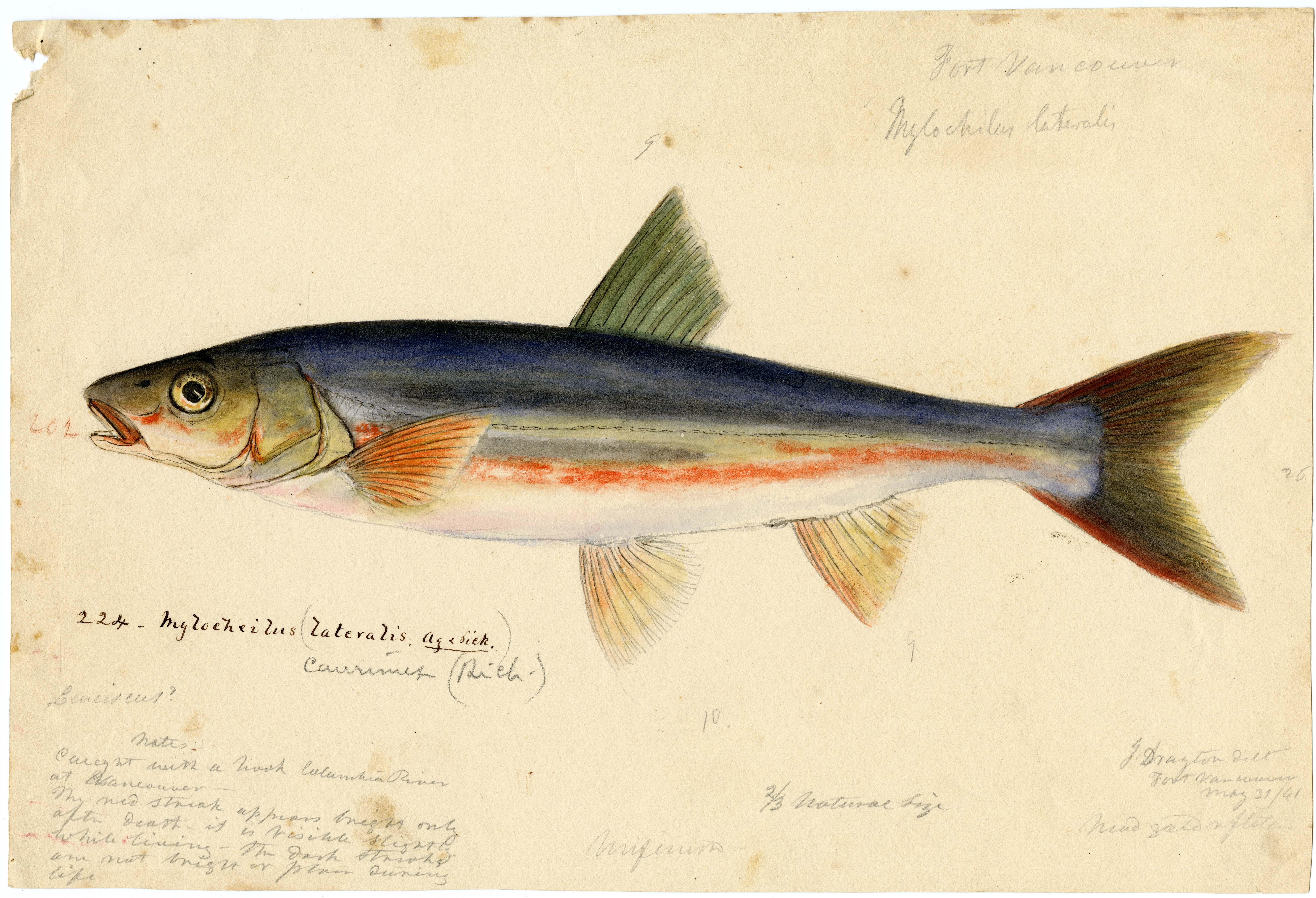
ピーマウス、コイ科、水彩画、ジョセフ・ドレイトン画、1840年頃

- アルフレッド・トマス・アゲイト（1812年-1846年）、版画師、イラストレータ、USSレリーフ
- ジョセフ・ドレイトン（1795年-1856年）、版画師、イラストレータ、USSビンセンズ[13]

### 科学者部隊
- ウィリアム・ダンロップ・ブラッケンリッジ（1810年-1893年）、植物学者助手、USSビンセンズ[13]
- ジョン・G・ブラウン、数学機器製作者、USSビンセンズ
- ジョセフ・ピティ・クーソーイ（1808年-1864年）、貝類学者、USSビンセンズ
- ジェイムズ・ドワイト・デーナ（1813年-1895年）鉱物学者、地質学者、USSピーコック
- F・L・ダベンポート、通訳、USSピーコック
- ジョン・ディーン
- ジョン・W・W・ダイス、剥製師助手、USSビンセンズ
- ホレイショ・エモンズ・ヘイル（1817年-1896年）、文献学者、USSピーコック
- ティティアン・ラムジー・ピール（1799年-1885年）博物学者、USSピーコック
- チャールズ・ピカリング（1805年-1878年）博物学者
- ウィリアム・リッチ、植物学者、USSレリーフ[13]
- ヘンリー・ウィルクス